# مرز تاجیکستان–ازبکستان

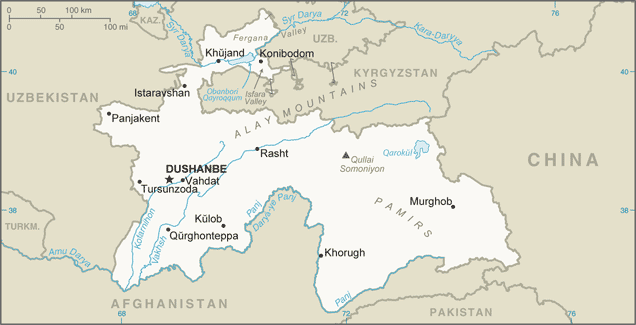
نقشه تاجیکستان که مرز با ازبکستان را نشان می‌دهد

مرز تاجیکستان–ازبکستان یک مرز بین‌المللی میان تاجیکستان و ازبکستان یا۱٬۳۱۲ کیلومتر (۸۱۵ مایل) طول است. این مرز از نقطه مرزی سه‌گانه با قرقیزستان تا نقطه مرزی سه‌گانه با افغانستان ادامه دارد.

## درون‌بوم‌ها

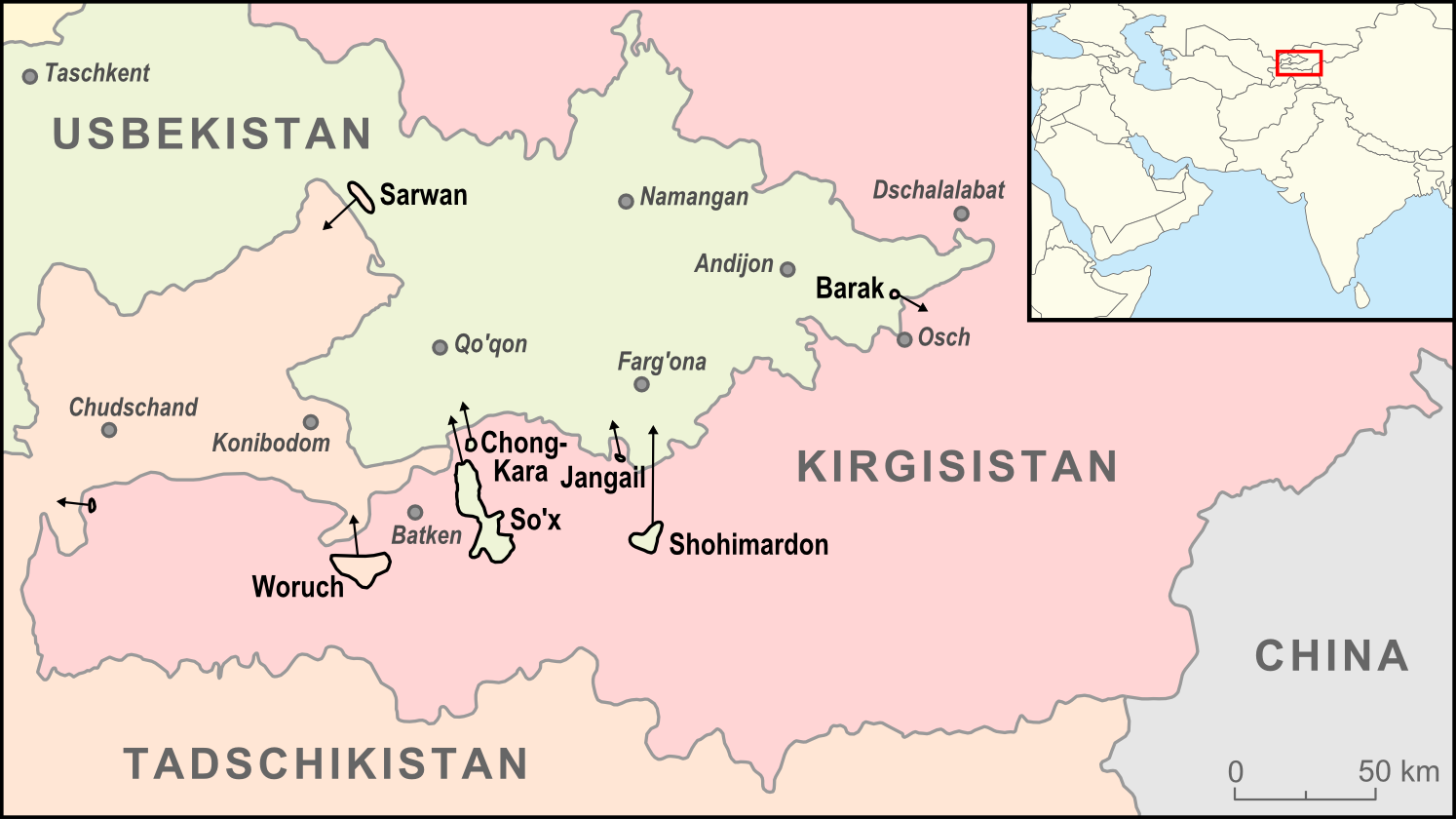
نقشه ای که منطقه سروک تاجیکستان را نشان می‌دهد

در امتداد این مرز یک منطقه درون‌بوم به نام سروک دارد که منطقه‌ای طولانی و نازک از قلمرو تاجیکستان در ازبکستان است. این منطقه در شمال شهر پونوک تاجیکستان قرار دارد.

## پیشینه
روسیه در سده نوزدهم با الحاق خانات مستقل خوقند و خیوه و امارت بخارا آسیای میانه را فتح کرد. پس از اینکه کمونیست‌ها در سال ۱۹۱۷ قدرت را به دست گرفتند و اتحاد جماهیر شوروی را ایجاد کردند، تصمیم گرفته شد آسیای میانه را در فرآیندی به نام تحدید مرز ملی (یا NTD) به جمهوری‌های قومی تقسیم کند. این مطابق با تئوری کمونیستی که ناسیونالیسم را گامی ضروری در مسیر رسیدن به جامعه کمونیستی می‌دانست و تعریف جوزف استالین از ملت به عنوان «جامعه‌ای از مردم با سابقه تاریخی و باثبات که بر اساس زبان، قلمرو، زندگی اقتصادی و ساختار روانی مشترک شکل گرفته‌ که در یک فرهنگ مشترک تجلی یافته‌است بود.
تحدید مرز ملی بیشتر یک نمونه از گزاره معروف تفرقه بینداز و حکومت کن بود و به عبارتی تلاش عمدی ماکیاولیستی توسط استالین برای حفظ هژمونی شوروی بر منطقه با تقسیم مصنوعی ساکنان آن به کشورهای جداگانه و با ترسیم عمدی مرزها به گونه‌ای که اقلیت‌ها را در درون کشور خود رها می‌کند، به تصویر کشیده می‌شود. اگرچه شوروی در واقع نگران تهدید احتمالی ناسیونالیسم پان‌ترکیستی بود. برای نمونه جنبش باسماچی در دهه ۱۹۲۰ که تصویر بسیار ظریف‌تری از آنچه به نظر می‌رسید، ارائه داد.
هدف شوروی ایجاد جمهوری‌های همگن قومی بود، با این حال بسیاری از مناطق از نظر قومی مختلط بودند (مثلاً دره فرغانه) و اغلب ثابت می‌شد که برچسب قومی «صحیح» به برخی از مردمان (مثلاً سارت‌ها که ترکیبی از تاجیک‌ها و ازبک‌ها بودند یا قبایل ترکمن/ازبک در امتداد آمودریا) کار ساده‌ای نیست. نخبگان ملی و محلی به شدت دربارهٔ مردم خود استدلال می‌کردند (و در بسیاری موارد اغراق می‌کردند) و شوروی اغلب مجبور می‌شد بین آن‌ها قضاوت کند، که بیشتر نبود دانش تخصصی و کمبود داده‌های قوم‌نگاری دقیق یا به روز در مورد منطقه مانع کار می‌شد. علاوه بر این، NTD همچنین با هدف ایجاد نهادهای «بادوام»، با موضوعات اقتصادی، جغرافیایی، کشاورزی و زیرساختی نیز در نظر گرفته شده و غالباً بر آن دسته از قومیت‌ها غلبه می‌کرد. تلاش برای ایجاد تعادل میان این اهداف متناقض در چارچوب کلی ناسیونالیستی بسیار دشوار و اغلب غیرممکن بود، که منجر به ترسیم مرزهای اغلب پیچیده، مناطق تحت محاصره متعدد و ایجاد اجتناب‌ناپذیر اقلیت‌های بزرگی شد که در نهایت در جمهوری «اشتباه» زندگی کردند. علاوه بر این، شوروی هرگز قصد نداشت که این مرزها مانند امروز به مرزهای بین‌المللی تبدیل شوند.

آسیای میانه شوروی در سال ۱۹۲۲ قبل از تحدید حدود ملی

NTD منطقه در امتداد خطوط قومی در اوایل سال ۱۹۲۰ پیشنهاد شده بود. در آن زمان آسیای میانه شامل دو جمهوری خودمختار شوروی سوسیالیستی (ASSR) در داخل جمهوری شوروی روسیه بود: جمهوری ترکستان که در آوریل ۱۹۱۸ ایجاد شد و بخش‌های زیادی از جنوب قزاقستان، ازبکستان و تاجیکستان و همچنین ترکمنستان را پوشش می‌داد و جمهوری قرقیزستان که در ۲۶ اوت ۱۹۲۰ در قلمرو تقریباً برابر با بخش شمالی قزاقستان امروزی ایجاد شد (در آن زمان قزاق‌ها به عنوان «قرقیز» شناخته می‌شدند و قرقیزهای امروزی نیز زیرگروه قزاق‌ها تلقی می‌شدند و به آن‌ها «قره‌قرقیز» می‌گفتند، یعنی «قرقیز سیاه» کوه‌نشین). همچنین دو «جمهوری» جانشین جداگانه به نام امارت بخارا و خانات خیوه وجود داشتند که به دنبال تسلط ارتش سرخ در سال ۱۹۲۰ به جمهوری‌های شوروی بخارا و خوارزم تبدیل شدند.
در ۲۵ فوریه ۱۹۲۴ دفتر سیاسی و کمیته مرکزی حزب کمونیست اعلام کردند که NTD در آسیای میانه ادامه خواهد یافت. این فرایند باید توسط کمیته ویژه دفتر آسیای میانه با سه کمیته فرعی برای هر یک از ملیت‌های اصلی منطقه (قزاق، ترکمن و ازبک) نظارت می‌شد و سپس کار بسیار سریع انجام می‌شد. برنامه‌های اولیه‌ای برای حفظ احتمالی خوارزم و بخارا وجود داشت، اما سرانجام در آوریل ۱۹۲۴ تصمیم گرفته شد که آن‌ها را به دلیل مخالفت غالباً سرسخت احزاب کمونیست خود تقسیم شوند (به‌ویژه کمونیست‌های خوارزم تمایلی به از بین بردن جمهوری خود نداشتند و مجبور به تجزیه شدند و در ژوئیه همان سال به انحلال خود رای دادند).
از میان تمام مرزهای آسیای میانه، مرزهای بین مرزهای تاجیکستان و ازبکستان پیچیده‌ترین و تفرقه‌انگیزترین بود. جمعیت‌های این منطقه به شدت مختلط بودند و در بسیاری از مناطق احساس ضعیفی از هویت تاجیکی/ازبکی وجود داشت و بسیاری در عوض به عنوان سارت معرفی می‌شدند. ناسیونالیسم تاجیک به ویژه در این مقطع توسعه ضعیفی داشت و تعداد بسیار محدودی از کمونیست‌های تاجیک نتوانستند علیه ازبک‌های بسیار پر سر و صداتر که بسیاری از آن‌ها تاجیک‌ها را صرفاً ازبک‌های «فارسی‌شده» می‌دانستند، دفاعی جدی ایجاد کنند؛ بنابراین، هنگامی که جمهوری شوروی ازبکستان در سال ۱۹۲۴ ایجاد شد، مناطق تاجیکستان به عنوان جمهوری خودمختار تاجیکستان شوروی (منهای منطقه خجند، که مستقیماً در داخل اتحاد جمهوری شوروی ازبکستان قرار داشت) در آن گنجانده شد.
در طول سال‌های بعد به نظر می‌رسد که ناسیونالیسم تاجیک به ویژه در میان نخبگان کم‌تعداد کمونیست تاجیک توسعه یافت. آن‌ها به‌طور فزاینده‌ای از وضعیت «کوچک» خود در جمهوری شوروی ازبکستان ابراز نارضایتی می‌کردند و در برابر آنچه به عنوان تسلط و غلبه ازبک‌ها تلقی می‌شد، مخالفت داشتند. در نتیجه این تنش‌های فزاینده، شوروی تصمیم گرفت در سال ۱۹۲۹ مجدداً مسئله تاجیک و ازبک را بررسی کند. دفتر آسیای میانه شهرهای سمرقند، بخارا و خجند را به عنوان شهرهای اصلی تاجیک‌نشین معرفی کرد، اگرچه این امر به دلیل ماهیت مختلط سکونت در نواحی اطراف پیچیده بود. همچنین بحث‌هایی در مورد ترمذ و منطقه سرخان‌دریا وجود داشت که هر دو طرف مدعی آن بودند. در پایان تاجیک‌ها فقط منطقه خجند را به دست آوردند و ازبک‌ها بخارا، سمرقند و سرخان‌دریا را حفظ کردند. جمهوری شوروی تاجیکستان رسماً در ۵ دسامبر ۱۹۲۹ ایجاد شد و منطقه خودمختار بدخشان کوهستانی را دربر گرفت. تاجیک‌ها برای اصلاح آنچه که به عنوان یک تحدید حدود ناعادلانه می‌دیدند، ادامه دادند. جمهوری شوروی تاجیکستان به جای شهرهای بزرگ، از شهر کوچک دوشنبه اداره می‌شد که بعدها به استالین‌آباد تغییر نام داد.

### مرز بین‌المللی
این مرز در سال ۱۹۹۱ به دنبال انحلال اتحاد جماهیر شوروی و استقلال جمهوری‌های تشکیل‌دهنده آن به یک مرز بین‌المللی تبدیل شد. تنش‌ها از آن زمان تا کنون بالا بوده‌است، به طوری که چندین سیاستمدار بلندپایه تاجیک ادعای سنتی بخارا و سمرقند را مطرح کردند و سیاستمداران ازبک نیز بر حق خود برای محافظت از ازبک‌های ساکن در تاجیکستان تأکید کردند. ازبکستان پس از بمب‌گذاری‌های سال ۱۹۹۹ تاشکند تاجیکستان را متهم کرد که به جنبش حرکت اسلامی ازبکستان (IMU) اجازه داده‌است تا در خاک این کشور مستقر شود. بدین ترتیب ازبکستان به‌طور یک‌جانبه شروع به تعیین مرزها و مین‌گذاری آن‌ها کرد. روابط بین دو کشور پس از مرگ اسلام کریموف، رئیس‌جمهور ازبکستان در سال ۲۰۱۶ بهبود چشمگیری داشته‌است. شوکت میرضیایف رئیس‌جمهور جدید قول داده‌است که روابط با تاجیکستان را بهبود بخشد و اخیراً اقداماتی در سطوح بالا برای مین‌زدایی مرزها و بهبود امکان سفرهای برون‌مرزی صورت گرفته‌است.

## گذرگاه‌های مرزی
- بش‌اریق (UZB) - کان بادام (TJK) (جاده و راه‌آهن)[۳۹]
- پاپ (UZB) - نوبنیاد (TJK) (جاده، دو طرفه)[۳۹]
- آیبک (UZB) - بوستان (TJK) (جاده)[۳۹]
- بیک‌آباد (UZB) – کشته‌گیرمان (TJK) (جاده دوطرفه و ریلی)[۳۹]
- UZB - ناحیه ظفرآباد (TJK) (چندین گذرگاه دوجانبه در اینجا وجود دارد، جزئیات دقیق ناشناخته)[۳۹]
- جرتپا (UZB) – سرزم (TJK) (جاده)[۳۹]
- ده‌نو (UZB) - ترسون‌زاده (TJK) (جاده و راه‌آهن)[۳۹]
- گلبهار (UZB) – شهرتوز (TJK) (جاده و راه‌آهن)[۳۹]